# Franz Beckenbauer
Franz Anton Beckenbauer, ps. „Kaiser”, „Cesarz” (ur. 11 września 1945 w Monachium, zm. 7 stycznia 2024 w Salzburgu) – niemiecki piłkarz, który występował na pozycji środkowego obrońcy. Po zakończeniu kariery zawodniczej trener piłkarski i działacz sportowy. Mistrz świata, mistrz Europy, dwukrotny zdobywca Złotej Piłki (1972, 1976).
Reprezentował barwy Bayernu Monachium (czterokrotny mistrz Niemiec, zdobywca Pucharu Niemiec, trzykrotny zdobywca Pucharu Europy oraz Pucharu Interkontynentalnego), New York Cosmos i Hamburgera SV. Podczas Mundialu 1998 we Francji został wybrany do Drużyny marzeń XX wieku. Członek FIFA 100.
W latach 1984–1990 selekcjoner reprezentacji Niemiec Zachodnich, z którą zdobył tytuł mistrza świata 1990, tym samym dołączył do Brazylijczyka Mário Zagallo, który zdobył tytuł mistrza świata jako piłkarz i jako trener.
Beckenbauer był jedną z najbardziej rozpoznawalnych postaci w niemieckim i międzynarodowym futbolu. Podczas Mundialu 2006 w Niemczech był szefem komitetu organizacyjnego. Pracował również jako ekspert w telewizji Sky Deutschland oraz jako felietonista w gazecie „Bild”.

## Wczesne życie
Franz Beckenbauer urodził się w Monachium jako syn pracownika poczty, Franza Beckenbauera seniora (1905–1977) i jego żony Antonie (ur. 23 czerwca 1913 – 11 stycznia 2006). Dorastał w dzielnicy Giesing. Mimo negatywnego stosunku ojca kariery piłkarskiej, w 1954 roku rozpoczął treningi w SC 1906 München.
Mimo że największym idolem Beckenbauera w dzieciństwie był mistrz świata 1954 Fritz Walter, grający w 1. FC Kaiserslautern, największym marzeniem przyszłego piłkarza, była gra dla lokalnego TSV 1860 Monachium. Jednak w wyniku turnieju młodzieżowego w 1959 roku, kiedy SC 1906 München spotkał się w finale z młodzieżową drużyną TSV 1860 Monachium zdecydował się wraz z kolegami z zespołu przejść się do lokalnego rywala TSV 1860 Monachium – Bayernu Monachium.

## Kariera zawodnicza

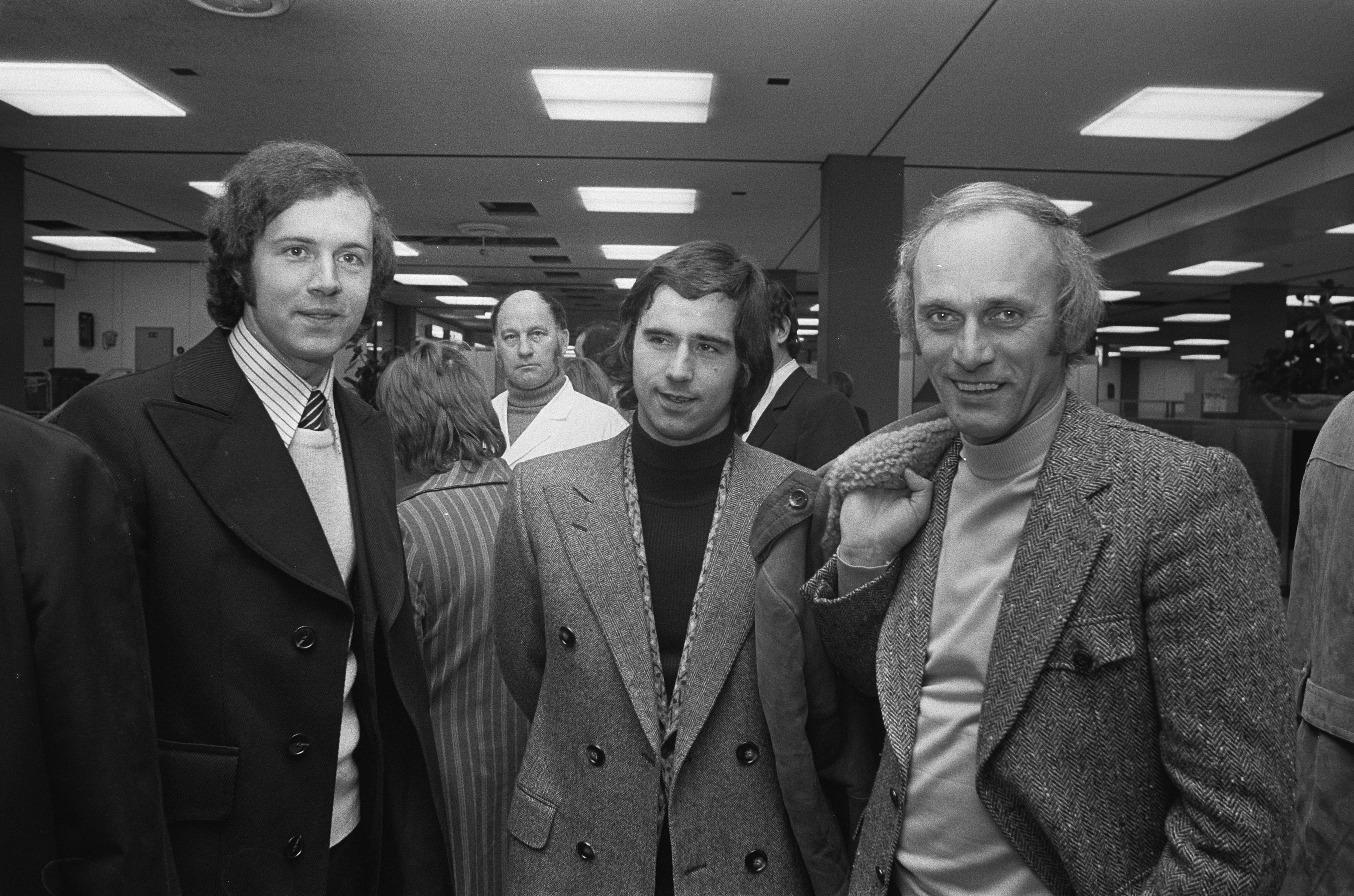
Beckenbauer, Gerd Müller, Udo Lattek w 1973 roku.

Franz Beckenbauer w 1963 roku podpisał profesjonalny kontrakt z Bayernem Monachium, w którym zadebiutował dnia 6 czerwca 1964 roku w meczu ze Stuttgarter Kickers w rozgrywkach Regionalligi (wówczas 2. poziom rozgrywkowy w RFN). Rok później z Bawarczykami awansował do Bundesligi.
Od tego czasu Bayern m.in. z Beckenbauerem, Seppem Maierem, Hansem-Georgiem Schwarzenbeckiem, Gerdem Müllerem w składzie stał się siłą w Bundeslidze, wygrywając w sezonie 1965/1966 Puchar Niemiec oraz w sezonie 1966/1967 Puchar Zdobywców Pucharów. Niedługo później Beckenbauer został kapitanem zespołu i w sezonie 1968/1969 wraz z zespołem sięgnął po raz pierwszy w historii klubu mistrzostwo Niemiec. Bayern z Beckenbauerem w składzie w Bundeslidze triumfował jeszcze trzykrotnie w sezonach 1971/1972, 1972/1973, 1973/1974, a także zwyciężał trzykrotnie z rzędu Puchar Europy (1974, 1975, 1976), dzięki czemu klub mógł zatrzymać trofeum na własność oraz Pucharze Interkontynentalnym w 1976 roku.

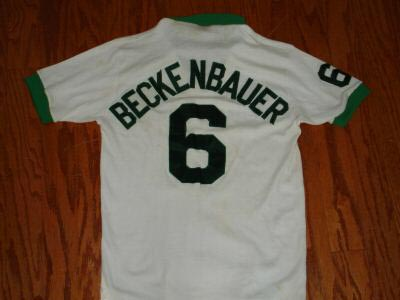
Koszulka Beckenbauera New York Cosmos.

W 1968 roku przed meczem Bayernu Monachium w Wiedniu Franz Beckenbauer zrobił na miejscu sesję zdjęciową obok popiersia władcy Austro-Węgier, Franciszka Józefa I. Od tamtej pory Beckenbauer nosi nadany przez kibiców i media przydomek Kaiser (pol. Cesarz). Jednak według raportu niemieckiej gazety „Welt am Sanntag”, to wyjaśnienie pochodzenia przydomku jest nieprawdziwe, choć bardzo popularne. Według nich Beckenbauer zyskał ten przydomek po meczu finałowym Pucharu Niemiec przeciwko Schalke Gelsenkirchen rozegranym dnia 14 czerwca 1969 roku na Waldstadion we Frankfurcie (2:1). Otóż podczas tego meczu kapitan Bawarczyków zatrzymał drybling wykonywany przez zawodnika drużyny przeciwnej Reinharda Libudę, a następnie ignorując gwizdy fanów Schalke Gelsenkirchen biegł z piłką na stronę przeciwników przez niemal 30 sekund. Libuda powszechnie nazywany przez kibiców König von Westfalen (pol. Królem Westfalii), więc prasa postanowiła nadać Beckenbauerowi bardziej wyniosły przydomek Kaiser.
W 1977 roku, Beckenbauer zdecydował się na wyjazd do Stanów Zjednoczonych, gdzie podpisał lukratywny kontrakt występującym w NASL New York Cosmos, w którym grał m.in. z Pelé, Carlosem Alberto Torresem, Giorgio Chinaglią. Z nowojorskim zespołem trzykrotnie triumfował w NASL (1977, 1978, 1980) oraz dwukrotnie zdobył Trans-Atlantic Cup w 1980 i 1983 roku.
Beckenbauer po trzyletnim pobycie w New York Cosmos wrócił do Bundesligi, tym razem grając w Hamburgerze SV, z którym triumfował w Bundeslidze w sezonie 1981/1982. Po tym sezonie wrócił do New York Cosmos, gdzie zakończył karierę w 1983 roku w wieku 38 lat. Łącznie w karierze rozegrał 773 mecze, strzelając w nich 108 goli.

## Kariera reprezentacyjna
Franz Beckenbauer w reprezentacji RFN rozegrał w latach 1965–1977 łącznie 103 mecze i strzelił 14 goli. W reprezentacji zadebiutował dnia 26 września 1965 roku w Sztokholmie w wygranym 2:1 meczu eliminacyjnym do Mundialu 1966 z reprezentacją Szwecji. Z reprezentacją zdobył tytuł mistrza świata na Mundialu 1974 w RFN-ie i zwyciężył na Euro 1972 w Belgii. Jest także dwukrotnym medalistą mistrzostw świata: srebro – Mundial 1966 i brąz – Mundial 1970, a także wicemistrzem Europy na Euro 1976.

### Mundial 1966
Mundial 1966 w Anglii był pierwszym turniejem międzynarodowym, na który Beckenbauer został powołany i wystąpił na nim we wszystkich meczach drużyny na tym turnieju i zdobył z reprezentacją wicemistrzostwo świata, przegrywając 4:2 mecz finałowy z reprezentacją Anglii, a Beckenbauer, z czterema strzelonymi golami w turnieju, zajął 3. miejsce ex aequo wraz Anglikiem Geoffem Hurstem, Węgrem Ferencem Benem i Walerijem Porkujanem z ZSRR. W ojczyźnie Beckenbauera reprezentację RFN powitano jak bohaterów.

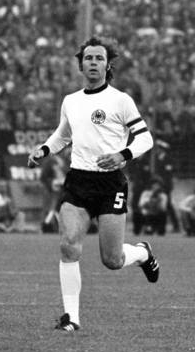
Beckenbauer jako kapitan reprezentacji RFN podczas Mundialu 1974.

### Mundial 1970
Mundial 1970 był drugim mundialem w karierze Beckenbauera, który zaczął się dla RFN wygrywając grupę 4 i awansując do ćwierćfinału, gdzie RFN spotkał się z Anglią, gdzie Niemcy przegrywali z nimi nawet 2:0 jednak spektakularny gol Beckenbauera w 69. minucie pomógł doprowadzić reprezentację RFN do wyrównania, i w dogrywce wynik rozstrzygnął się na korzyść RFN (3:2). Jednak w półfinale przegrali 4:3 z reprezentacją Włoch (inaczej nazywany Meczem stulecia) i reprezentacja RFN grała w meczu 3. miejsce, w którym wygrała 1:0 z reprezentacją Urugwaju.

### Euro 1972
Beckenbauer w 1971 roku został mianowany kapitanem reprezentacji RFN, gdzie pełnił tę funkcję podczas Euro 1972 w Belgii, gdzie Niemcy zdobyli mistrzostwo Europy pokonując w finale reprezentację ZSRR 3:0, a Beckenbauer został wybrany do Jedenastki turnieju.

### Mundial 1974
Podczas Mundialu 1974, które były rozgrywane w RFN-ie, reprezentacja RFN z Beckenbauerem w składzie zdobyła tytuł mistrza świata pokonując w finale 2:1 reprezentację Holandii, skutecznie stawiając opór atakom Johana Cruyffa oraz taktyce Holendrów zw. futbolem totalnym
Beckenbauer był pierwszym kapitanem mistrza świata, który sięgnął po nowe trofeum mistrzostw (na Mundialu 1970 był jeszcze Puchar Rimeta), a reprezentacja RFN była pierwszą europejską reprezentacją, która zdobyła turniej po turnieju mistrzostwo Europy i mistrzostwo świata (wyczyn RFN powtórzyli jeszcze: Francja w 2000 roku i Hiszpania w 2010 roku).

### Euro 1976
Franz Beckenbauer wystąpił również na Euro 1976 w Jugosławii, gdzie reprezentacja RFN broniła tytułu zdobytego na Euro 1972. Jednak drużyna nie obroniła tytułu przegrywając w finale po serii rzutów karnych 5:3 z reprezentacją Czechosłowacji, co nie przeszkodziło jednak w wyborze Beckenbauera do Jedenastki turnieju.
Euro 1976 był ostatnim turniejem w karierze międzynarodowej Beckenbauera. Ostatni mecz w reprezentacji rozegrał dnia 23 lutego 1977 roku w przegranym 0:1 meczu z reprezentacją Francji w Paryżu.

## Kariera trenerska

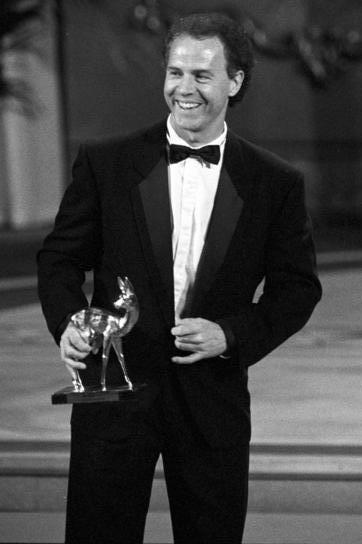
Beckenbauer w 1990 roku.

Po powrocie do Niemiec Franz Beckenbauer zastąpił w 1984 roku Juppa Derwalla na stanowisku selekcjonera reprezentacji RFN. Z reprezentacja dotarł do finału Mundialu 1986 w Meksyku, gdzie jego drużyna przegrała 3:2 z reprezentacją Argentyny, a także do półfinału Euro 1988 rozgrywanym w jego ojczyźnie, gdzie jednak uległa 1:2 późniejszemu mistrzowi Europy – reprezentacji Holandii.
W 1990 roku, przed zjednoczeniem Niemiec, Beckenbauer zdobył wraz z reprezentacją tytuł mistrza świata wygrywając z nim 1:0 z reprezentacją Argentyny, po golu Andreasa Brehme w 85. minucie z rzutu karnego. Beckenbauer został tym samym drugim po Mário Zagallo, który zdobył tytuł mistrza świata zarówno jako piłkarz i jako trener. Po tym sukcesie Beckenbauer podał się do dymisji. Beckenbauer trenował ostatni zespół reprezentacji RFN nieskładającego się z piłkarzy z NRD.
Następnie został trenerem francuskiego Olympique Marsylia, którego zespół prowadził zaledwie cztery miesiące, w ciągu których udało mu się zdobyć mistrzostwo Francji (1990/1991) oraz doprowadzić zespół do finału Pucharu Europy w edycji 1990/1991.
W okresie 7 stycznia-30 czerwca 1994 oraz 29 kwietnia-30 czerwca 1996 był trenerem Bayernu Monachium. Podczas pracy na ławce trenerskiej zdobył mistrzostwo Niemiec w sezonie 1993/1994 oraz wygrał Puchar UEFA w sezonie 1995/1996.
W 1994 roku został prezesem Bayernu Monachium. Wkrótce w związku z podjęciem decyzji o zmianie statusu klubu ze stowarzyszenia na spółkę akcyjną został przewodniczącym rady nadzorczej klubu, którym był do 2002 roku.
W 1998 roku został wiceprezydentem Niemieckiego Związku Piłki Nożnej. Pod koniec lat 90. Beckenbauer doprowadził do przyznania Niemcom organizacji Mundialu 2006, podczas którego był szefem komitetu organizacyjnego. Później pracował dla gazety „Bild”.

## Afera w 2014 roku
W czerwcu 2014 roku został zawieszony na 90 dni przez FIFA za brak współpracy w śledztwie dotyczącym rzekomej korupcji przy przyznaniu Rosji oraz Katarowi organizacji mistrzostw świata w piłce nożnej.

## Życie prywatne
Franz Beckenbauer był trzykrotnie żonaty. Pierwsze małżeństwo trwało od 1966 do 1990 roku. Pierwszą żoną była Brigitte Wittmann (ur. 1944, zm. 2021 z powodu złamania kości udowej), para wychowywała trzech synów: Stephana i Michaela oraz Thomasa, syna Franza z poprzedniego związku z Ingrid Grönke. W latach 1977–1988 był związany z fotografką Dianą Sandmann. W 1990 roku wziął drugi ślub z Sybille Weimer sekretarką DFB – niemieckiego związku piłki nożnej, z którą się rozwiódł w 2004 roku. W dniu 23 czerwca 2006 roku ożenił się po raz trzeci z Heidi Brumester. Para ma dwoje dzieci Joela Maximiliana i córkę Francescę.
Beckenbauer mieszkał od 1982 roku w austriackim Oberndorfie w Tyrolu. Beckenbauer był także zapalonym golfistą rodzaju Handicap.
Zmarł 7 stycznia 2024 w Salzburgu. Został pochowany 12 stycznia 2024 w grobie swoich rodziców na cmentarzu w Perlacher Forst, w Monachium.

## Statystyki

### Klubowe
| Klub               | Sezon              | Liga    | Liga   | Puchar kraju | Puchar kraju | Kontynentalne | Kontynentalne | Inne    | Inne   | Łącznie | Łącznie |
| Klub               | Sezon              | Występy | Bramki | Występy      | Bramki       | Występy       | Bramki        | Występy | Bramki | Występy | Bramki  |
| ------------------ | ------------------ | ------- | ------ | ------------ | ------------ | ------------- | ------------- | ------- | ------ | ------- | ------- |
| Bayern Monachium   | 1963/1964          | 6       | 2      | –            | –            | –             | –             | –       | –      | 6       | 2       |
| Bayern Monachium   | 1964/1965          | 37      | 17     | –            | –            | –             | –             | –       | –      | 37      | 17      |
| Bayern Monachium   | 1965/1966          | 33      | 4      | 6            | 1            | –             | –             | –       | –      | 39      | 5       |
| Bayern Monachium   | 1966/1967          | 33      | 0      | 5            | 0            | 9             | 0             | –       | –      | 47      | 0       |
| Bayern Monachium   | 1967/1968          | 28      | 4      | 4            | 0            | 7             | 1             | –       | –      | 39      | 5       |
| Bayern Monachium   | 1968/1969          | 33      | 2      | 6            | 0            | –             | –             | –       | –      | 39      | 2       |
| Bayern Monachium   | 1969/1970          | 34      | 6      | 1            | 0            | 2             | 0             | –       | –      | 37      | 6       |
| Bayern Monachium   | 1970/1971          | 33      | 3      | 9            | 1            | 8             | 1             | –       | –      | 50      | 5       |
| Bayern Monachium   | 1971/1972          | 34      | 6      | 6            | 1            | 7             | 1             | –       | –      | 47      | 8       |
| Bayern Monachium   | 1972/1973          | 34      | 6      | 6            | 0            | 6             | 1             | –       | –      | 46      | 7       |
| Bayern Monachium   | 1973/1974          | 34      | 5      | 4            | 0            | 10            | 1             | –       | –      | 48      | 5       |
| Bayern Monachium   | 1974/1975          | 33      | 1      | 3            | 0            | 7             | 1             | –       | –      | 43      | 2       |
| Bayern Monachium   | 1975/1976          | 34      | 5      | 7            | 2            | 9             | 0             | 2       | 0      | 52      | 7       |
| Bayern Monachium   | 1976/1977          | 33      | 3      | 4            | 0            | –             | –             | –       | –      | 37      | 3       |
| Bayern Monachium   | Łącznie            | 439     | 64     | 61           | 5            | 65            | 6             | 2       | 0      | 567     | 74      |
| New York Cosmos    | 1977               | 15      | 4      | –            | –            | –             | –             | 6       | 1      | 21      | 5       |
| New York Cosmos    | 1978               | 27      | 8      | –            | –            | –             | –             | 6       | 2      | 33      | 10      |
| New York Cosmos    | 1979               | 12      | 1      | –            | –            | –             | –             | 6       | 0      | 18      | 1       |
| New York Cosmos    | 1980               | 26      | 4      | –            | –            | –             | –             | 7       | 1      | 33      | 5       |
| New York Cosmos    | Łącznie            | 80      | 17     |              |              |               |               | 25      | 4      | 105     | 21      |
| Hamburger SV       | 1980/1981          | 18      | 0      | 1            | 0            | 0             | 0             | –       | –      | 19      | 0       |
| Hamburger SV       | 1981/1982          | 10      | 0      | 3            | 0            | 5             | 0             | –       | –      | 18      | 0       |
| Hamburger SV       | Łącznie            | 28      | 0      | 4            | 0            | 5             | 0             | 0       | 0      | 37      | 0       |
| New York Cosmos    | 1983               | 25      | 2      |              |              |               |               | 2       | 0      | 27      | 2       |
| New York Cosmos    | Łącznie            | 25      | 2      |              |              |               |               | 2       | 0      | 25      | 2       |
| Łącznie w karierze | Łącznie w karierze | 539     | 83     | 59           | 5            | 70            | 6             | 2       | 0      | 754     | 98      |

### Reprezentacyjne
| Reprezentacja | Rok     | Występy | Gole |
| ------------- | ------- | ------- | ---- |
| RFN           |         |         |      |
| 1965          | 3       | 0       |      |
| 1966          | 12      | 7       |      |
| 1967          | 5       | 0       |      |
| 1968          | 9       | 1       |      |
| 1969          | 6       | 0       |      |
| 1970          | 12      | 2       |      |
| 1971          | 9       | 2       |      |
| 1972          | 7       | 0       |      |
| 1973          | 10      | 1       |      |
| 1974          | 15      | 0       |      |
| 1975          | 7       | 0       |      |
| 1976          | 7       | 1       |      |
| 1977          | 1       | 0       |      |
| Łącznie       | Łącznie | 103     | 14   |

### Gole w reprezentacji
| #   | Data       | Miejsce   | Przeciwnik | Gol | Wynik      | Rozgrywki       |
| --- | ---------- | --------- | ---------- | --- | ---------- | --------------- |
| 1.  | 23.03.1966 | Rotterdam | Holandia   | 3–1 | 4–2        | Mecz towarzyski |
| 2.  | 23.03.1966 | Rotterdam | Holandia   | 4–2 | 4–2        | Mecz towarzyski |
| 3.  | 4.05.1966  | Dublin    | Irlandia   | 2–0 | 4–0        | Mecz towarzyski |
| 4.  | 12.07.1966 | Sheffield | Szwajcaria | 3–0 | 5–0        | Mundial 1966    |
| 5.  | 12.07.1966 | Sheffield | Szwajcaria | 4–0 | 5–0        | Mundial 1966    |
| 6.  | 23.07.1966 | Sheffield | Urugwaj    | 2–0 | 4–0        | Mundial 1966    |
| 7.  | 25.07.1966 | Liverpool | ZSRR       | 2–0 | 2–1        | Mundial 1966    |
| 8.  | 1.06.1968  | Hanower   | Anglia     | 1–0 | 1–0        | Mecz towarzyski |
| 9.  | 14.06.1970 | León      | Anglia     | 1–2 | 3–2 (dog.) | Mundial 1970    |
| 10. | 22.11.1970 | Ateny     | Grecja     | 3–1 | 3–1        | Mecz towarzyski |
| 11. | 22.06.1971 | Oslo      | Norwegia   | 3–0 | 7–1        | Mecz towarzyski |
| 12. | 30.06.1971 | Kopenhaga | Dania      | 3–1 | 3–1        | Mecz towarzyski |
| 13. | 12.05.1973 | Hamburg   | Bułgaria   | 1–0 | 3–0        | Mecz towarzyski |
| 14. | 6.10.1976  | Cardiff   | Walia      | 1–0 | 2–0        | Mecz towarzyski |

### Trenerskie
| Klub               | Od               | Do              | M   | Z  | R  | P  | %Z    | Uw.    |
| ------------------ | ---------------- | --------------- | --- | -- | -- | -- | ----- | ------ |
| Niemcy             | 1984             | 1990            | 66  | 34 | 20 | 12 | 51.52 | [ 24 ] |
| Olympique Marsylia | 1 września 1990  | 31 grudnia 1990 | 25  | 16 | 4  | 5  | 64.00 | [ 25 ] |
| Bayern Monachium   | 28 grudnia 1993  | 30 czerwca 1994 | 14  | 9  | 2  | 3  | 64.29 | [ 26 ] |
| Bayern Monachium   | 28 kwietnia 1996 | 30 czerwca 1996 | 5   | 3  | 0  | 2  | 60.00 | [ 26 ] |
| Ogólnie            | Ogólnie          | Ogólnie         | 110 | 62 | 26 | 22 | 56.36 | –      |

## Sukcesy

### Zawodnik
Bayern Monachium
- Mistrzostwo Niemiec: 1969, 1972, 1973, 1974
- Puchar Niemiec: 1966, 1968, 1969, 1971
- Puchar Europy: 1974, 1975, 1976
- Puchar Zdobywców Pucharów: 1967
- Puchar Interkontynentalny: 1976

New York Cosmos
- Mistrz NASL: 1977, 1978, 1980
- Trans-Atlantic Cup: 1980, 1983

Hamburger SV
- Mistrzostwo Niemiec: 1982

Reprezentacja RFN
- Mistrzostwo świata: 1974
- Wicemistrzostwo świata: 1966
- Brązowy medal mistrzostw świata: 1970
- Mistrzostwo Europy: 1972
- Wicemistrzostwo Europy: 1976

### Trener
Reprezentacja RFN
- Mistrzostwo świata: 1990
- Wicemistrzostwo świata: 1986
- Brązowy medal mistrzostw Europy: 1988

Olympique Marsylia
- Mistrzostwo Francji: 1991
- Finał Pucharu Europy: 1991

Bayern Monachium
- Mistrzostwo Niemiec: 1994
- Puchar UEFA: 1996

### Indywidualne
- Złota Piłka: 1972, 1976
- Drużyna marzeń mistrzostw świata: 1966, 1970, 1974
- Drużyna marzeń mistrzostw Europy: 1972, 1976
- Piłkarz Roku w Niemczech: 1966, 1968, 1974, 1976
- MPV NASL: 1977
- Piłkarz Roku plebiscytu World Soccer: 1972, 1976
- Order zasługi FIFA: 1984
- Człowiek roku w niemieckiej piłce nożnej: 1990, 2006
- Drużyna marzeń wszech czasów mistrzostw świata: 1994
- Drużyna marzeń XX wieku: 1998
- Członek FIFA 100: 2004
- Nagroda Prezydenta FIFA: 2012
- Nagroda Prezydenta UEFA: 2013

### Odznaczenia
- Krzyż Zasługi na Wstędze Orderu Zasługi Republiki Federalnej Niemiec
- Krzyż Zasługi I klasy Orderu Zasługi Republiki Federalnej Niemiec
- Wielki Krzyż Zasługi Orderu Zasługi Republiki Federalnej Niemiec
- Bawarski Order Zasługi
- Order Zasługi Dolnej Saksonii I klasy
- Order Zasługi Nadrenii Północnej-Westfalii
- Order Orła Azteków